# Friedrich Platzer
Friedrich Platzer (* 7. Mai 1928 in St. Johann in Engstetten; † 27. Juni 1975 in Linz) war ein österreichischer Politiker (ÖVP) und Kaufmann. Platzer war von 1968 bis 1975 Abgeordneter zum Landtag von Niederösterreich.
Platzer besuchte nach der Volks- und Hauptschule die Handelsschule und machte sich 1953 als Landesproduktenhändler und Gastwirt selbständig. Er arbeitete in der Folge als Fruchtsaft- und Obstweinproduzent und engagierte sich ab 1955 als Gemeinderat. Er stieg 1961 zum geschäftsführenden Gemeinderat auf, übernahm 1963 das Amt des Vizebürgermeisters und 1970 das Amt des Bürgermeisters von St. Johann in Engstetten. Nach der Vereinigung der Gemeinde mit St. Peter in der Au war Platzer von 1971 bis 1972 Vizebürgermeister und danach bis 1975 Gemeinderat. Zudem vertrat er die ÖVP zwischen dem 31. Mai 1968 und dem 27. Juni 1975 im Niederösterreichischen Landtag.